# Agency (Iowa)
Agency és una població dels Estats Units a l'estat d'Iowa. Segons el cens del 2000 tenia 622 habitants.

## Demografia
Segons el cens del 2000, Agency tenia 622 habitants, 272 habitatges, i 178 famílies. La densitat de població era de 414,1 habitants per km².
Dels 272 habitatges en un 23,9% hi vivien nens de menys de 18 anys, en un 58,5% hi vivien parelles casades, en un 5,9% dones solteres, i en un 34,2% no eren unitats familiars. En el 31,6% dels habitatges hi vivien persones soles el 17,6% de les quals corresponia a persones de 65 anys o més que vivien soles. El nombre mitjà de persones vivint en cada habitatge era de 2,29 i el nombre mitjà de persones que vivien en cada família era de 2,89.
Per edats la població es repartia de la següent manera: un 22,5% tenia menys de 18 anys, un 5,1% entre 18 i 24, un 26% entre 25 i 44, un 24,3% de 45 a 60 i un 22% 65 anys o més.
L'edat mediana era de 43 anys. Per cada 100 dones de 18 o més anys hi havia 84,7 homes.
La renda mediana per habitatge era de 36.912 $ i la renda mediana per família de 44.306 $. Els homes tenien una renda mediana de 29.107 $ mentre que les dones 26.750 $. La renda per capita de la població era de 16.896 $. Entorn del 2,2% de les famílies i el 5,3% de la població estaven per davall del llindar de pobresa.

## Poblacions més properes
El següent diagrama mostra les poblacions més properes.